# Smithornis rufolateralis
El eurilaimo flanquirrojo (Smithornis rufolateralis) es una especie de ave paseriforme de la familia Eurylaimidae que vive en África Occidental y Central.

## Distribución y hábitat
Se encuentra en las selvas húmedas del norte de Angola, Benín, Camerún, República Centroafricana, República del Congo, República Democrática del Congo, Costa de Marfil, Guinea Ecuatorial, Gabón, Ghana, Liberia, Nigeria, Ruanda, Sierra Leona, Sudán del Sur, Togo y Uganda.